# Condado de Caltabellotta

Escudo de los Peralta, condes de Caltabellotta.

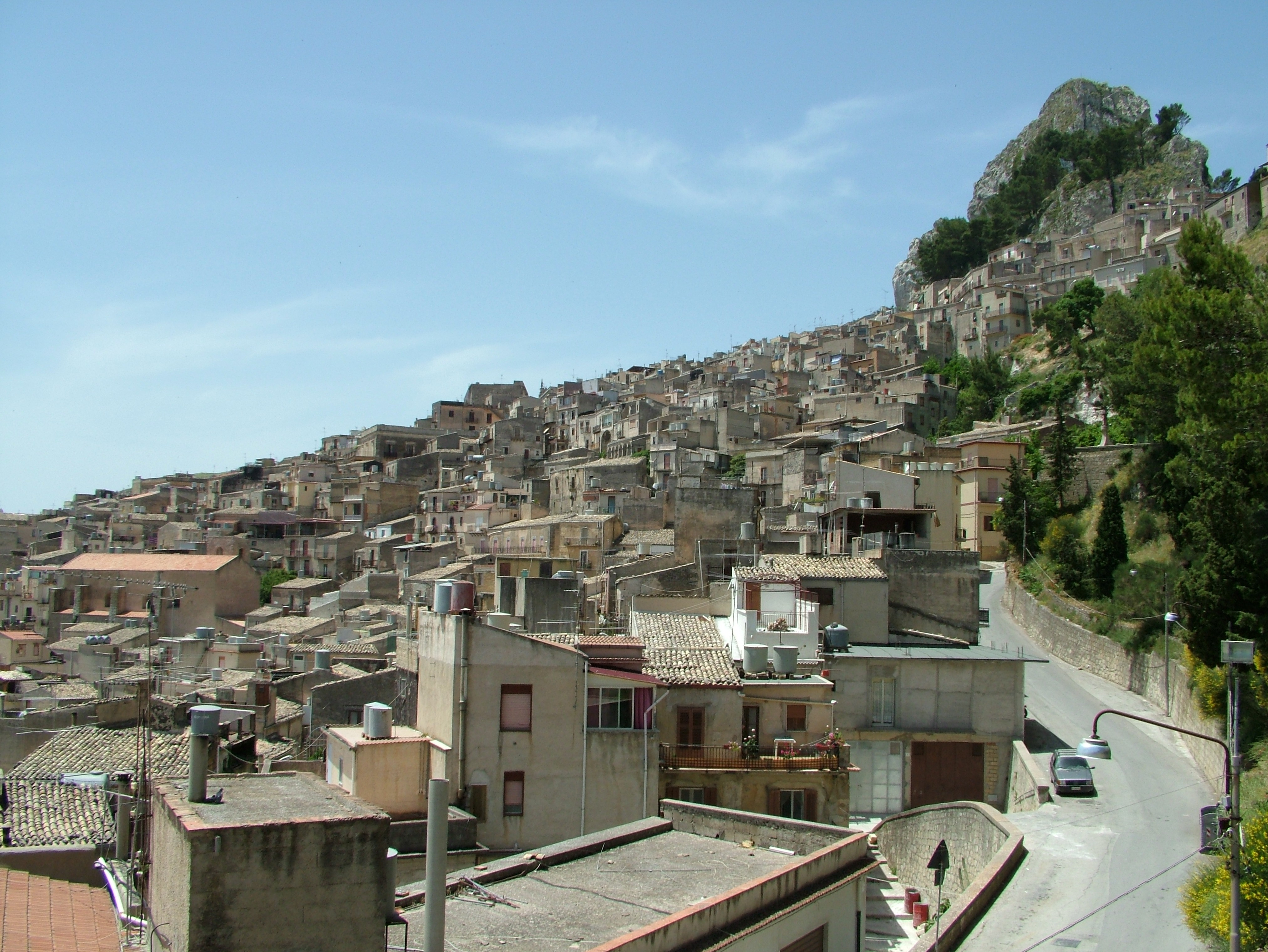
Vista de Caltabellota.

El Condado de Caltabellotta es un título nobiliario italiano. Su nombre se refiere al municipio italiano de Caltabellotta, en la siciliana provincia de Agrigento.
En Italia el título estuvo originalmente en manos de la familia Peralta, que más tarde entroncó con la casa de Paternò, emparentada en España con la casa de los Vélez, que se unió a la casa de Villafranca del Bierzo, en la que finalmente revirtió la casa de Medina Sidonia.

## Condes de Caltabellotta
- Ramón de Peralta, I conde de Caltabellotta;
- Guglielmo de Peralta, II conde de Caltabellotta;
- Guillen de Peralta, III conde de Castelbellotta.

- Datos: Q5781421